# Crama Zilberstein
Crama Zilberstein este situată în comuna Vârteșcoiu, județul Vrancea. Comuna Vârteșcoiu se află în Podgoria Cotești. Compania care deține crama, WineBioFire SRL, a fost înființată în anul 2011. Suprafața de vie lucrată se întinde pe 60 ha.

## Istoric
Familia Racoviță a avut proprietăți în Vârteșcoiu încă dinainte ca Dimitrie Racoviță să cumpere moșii in sat. Un document în acest sens datează din 2 august 1764, prin care Ștefan Mihai Racoviță întărește lui Dumitrașco Racoviță vel vornic (unchiul lui Dimitrie Racoviță) mai multe moșii printre care și morile de la Vârteșcoi.
Între 1798 și 1799, Marele Vornic Dimitrie Racoviță cumpără de la localnicii din Vârșcoiu mai multe vii si livezi, precum si o casă cu cramă. După moartea lui Dimitrie, în anul 1823, această moșie va rămâne fiicei lui pe nume Ruxandra, ce era căsătorită cu Constantin Șuțu, mai târziu Mare Logofăt al Țării Românesti. În acest mod familia Șuțu intră in istoria locală, deținănd viile de la Vârteșcoiu precum și întinsa moșie Găteju. Urmașii Marelui Logofăt s-au ocupat de proprietățile din comună chiar și în perioada interbelică, prin intermediul principesei Eliza Șuțu. La fel ca toate familiile boierești, aceștia vor dispărea de pe plan local odată cu venirea comuniștilor la putere.
Vechea cramă a familiei Șuțu din comuna Vârteșcoiu s-a identificat ca fiind cea aflată în spatele actualei primării, la câteva sute de metri pe drumul pietruit. În anul 1988 agronomul Mihai Hopu, ce lucra la această cramă, a desfăcut o scândură deasupra ușii, iar pe bârna de lemn descoperită a apărut anul 1837. Această ar fi concordanță cu moșiile de la Vârteșcoiu în care Costache Șuțu și-a început implicarea în moșiile de la Vârteșcoiu (1830-1850), ceea ce înseamnă că această construcție ar avea o vechime de cel puțin 150 de ani. În anul 1925 Zalman Cohn Zilberstein cumpără crama Șuțu si o deține până la confiscarea ei de către comuniști.

## Vinuri
Crama Zilberstein are o gamă de vinuri îmbuteliate la bag-in-box, (care-i poartă numele) și o gamă de vinuri premium denumită Velo.
- Soiuri albe: Aligote, Muscat Ottonel, Sauvignon Blanc, Șarba, Galbenă de Odobești, Fetească Albă, Fetească Regală,
- Soiuri roșii: Merlot

## Legături externe
- Harti vechi - Harti vechi ale comunei Vartescoiu
- Crama Zilberstein - Site web oficial
- Facebook - Pagina oficiala de Facebook
- CrameRomania.ro - bază de date cu cramele din România